# Route 66 (série de 1993)
Route 66 é uma sequencia da famosa série de TV estadunidense originalmente exibida entre 1960 e 1964. Seguia as aventuras de dois amigos, Nick Lewis (James Wilder) e Arthur Clark (Dan Cortese), um dos quais (Lewis) tinha herdado um Corvette clássico de seu pai, Buz Murdock. A nova série durou apenas quatro episódios antes de ser cancelada pela NBC.

## Elenco
- Dan Cortese (Arthur Clark)
- James Wilder (Nick Lewis)